# Batalha de Cibotos
A batalha de Cibotos (em grego: Κιβωτός; romaniz.: Kibotós) ou de Civetot ocorreu em 1096, próximo da fortaleza de Cibotos, na Bitínia, e pôs fim à Cruzada Popular. Após a desastrosa derrota dos cruzados no cerco de Xerigordo, dois espiões turcos espalharam o rumor de que os germânicos tinham conseguido tomar não só Xerigordo como também Niceia, o que incentivou este contingente a apressar-se para chegar à cidade o mais depressa possível para compartilhar o saque. Naturalmente, os turcos estava esperando no caminho para Niceia. Pedro, o Eremita tinha voltado a Constantinopla para providenciar suprimentos e devia retornar logo, e muitos dos líderes argumentaram que deveriam esperá-lo. No entanto, Godofredo Burel, que tinha amplo apoio entre as massas do exército, argumentou que seria covardia aguardar, e que deveriam avançar imediatamente contra os turcos seljúcidas. Sua vontade prevaleceu e, na manhã de 21 de outubro, todo o exército de cerca de 20 000 cruzados marchou em direção a Niceia, deixando mulheres, crianças, velhos e doentes para trás no acampamento.
Três quilômetros do acampamento, onde a estrada entrava em um vale estreito e arborizado perto da aldeia de Draco, o exército turco aguardava em emboscada. Ao aproximar-se do vale, os cruzados marchando ruidosamente e foram imediatamente submetidos a um ataque de flechas. que vitimou um grande número de peregrinos. O pânico imediatamente instalou-se e em poucos minutos o exército estava derrotado e fugia em direção ao acampamento. Muitos dos cruzados foram massacrados (mais de 60 000 segundo alguns registros), embora mulheres, crianças e aqueles que se renderam foram poupados. 3 000, incluindo Godofredo Burel, foram capazes de obter refúgio em um castelo abandonado. Posteriormente, os bizantino sob Constantino Euforbeno Catacalo vieram em seu socorro e levantaram o cerco turco. Esses poucos retornaram a Constantinopla, os únicos sobreviventes da Cruzada Popular.